# FIFA Puskás-prisen
Puskás-prisen er en årlig fodboldpris som bliver uddelt af FIFA til den spiller som scorer det 'smukkeste' mål i det foregående år. Prisen blev etableret i 2009 og er opkaldt efter den ungarske fodboldspiller Ferenc Puskás.
Oprindeligt blev prisen udgivet på basis af en afstemning på FIFA's hjemmeside, men efter prisudgivelsen i 2018 blev det ændret. Det var på grund af stor utilfredshed med at Mohammed Salah vandt prisen i 2018. Dette var fordi at mange mente, at Salah vandt prisen selvom han ikke havde scoret det bedste mål, men i stedet fordi at hans mange fans havde stemt på målet.
Der har indtil videre ikke været en dansk spiller der har kommet i top 3 i prisen. I 2013 blev Peter Ankersen nomineret som den første, og indtil videre eneste, danske spiller til prisen.

## Vindere og nominerede

### 2009
| Rank   | Spiller           | Hold              | Modstander       | Turnering                        | Stemmeprocent |
| ------ | ----------------- | ----------------- | ---------------- | -------------------------------- | ------------- |
| 1      | Cristiano Ronaldo | Manchester United | FC Porto         | UEFA Champions League            | 17,68%        |
| 2      | Andrés Iniesta    | FC Barcelona      | Chelsea          | UEFA Champions League            | 15,64%        |
| 3      | Grafite           | VfL Wolfsburg     | Bayern München   | Bundesliga                       | 13,39%        |
| 4      | Eliran Atar       | Bnei Yehuda       | Maccabi Netanya  | Ligat ha'Al                      | 13,36%        |
| 5      | Fernando Torres   | Liverpool         | Blackburn Rovers | Premier League                   | 9,44%         |
| 6      | Nilmar            | Internacional     | Corinthians      | Campeonato Brasileiro de Futebol | 8,71%         |
| 7      | Michael Essien    | Chelsea           | FC Barcelona     | UEFA Champions League            | 7,89%         |
| 8      | Luis Ángel Landín | Cruz Azul         | Morelia          | Primera División de México       | 7,30%         |
| 9      | Emmanuel Adebayor | Arsenal           | Villarreal       | UEFA Champions League            | 4,04%         |
| 10     | Katlego Mphela    | Sydafrika         | Spanien          | FIFA Confederations Cup          | 2,59%         |
| Kilde: |                   |                   |                  |                                  |               |

### 2010
Fra 2010 stoppede man med at rankere 4-10 pladsen. Spillere udenfor top 3 listes herfra i alfabetisk rækkefølge.
| Rank   | Spiller                  | Hold           | Modstander     | Turnering                 | Stemmeprocent |
| ------ | ------------------------ | -------------- | -------------- | ------------------------- | ------------- |
| 1      | Hamit Altıntop           | Tyrkiet        | Kazakhstan     | Kvalifikation til EM 2012 | 40,55%        |
| 2      | Linus Hallenius          | Hammarby IF    | Syrianska FC   | Superettan                | 13,23%        |
| 3      | Giovanni van Bronckhorst | Holland        | Uruguay        | VM 2010                   | 10,61%        |
| N/A    | Matty Burrows            | Glentoran      | Portadown      | NIFL Premiership          | N/A           |
| N/A    | Lionel Messi             | FC Barcelona   | Valencia       | La Liga                   | N/A           |
| N/A    | Samir Nasri              | Arsenal        | FC Porto       | UEFA Champions League     | N/A           |
| N/A    | Neymar                   | Santos         | Santo André    | Campeonato Paulista       | N/A           |
| N/A    | Arjen Robben             | Bayern München | Schalke 04     | DFB-Pokal                 | N/A           |
| N/A    | Siphiwe Tshabalala       | Sydafrika      | Mexico         | VM 2010                   | N/A           |
| N/A    | Kumi Yokoyama            | Japan U/17     | Nordkorea U/17 | U/17 VM for kvinder 2010  | N/A           |
| Kilde: |                          |                |                |                           |               |

### 2011
| Rank   | Spiller             | Hold               | Modstander      | Turnering                        | Stemmeprocent |
| ------ | ------------------- | ------------------ | --------------- | -------------------------------- | ------------- |
| 1      | Neymar              | Santos             | Flamengo        | Campeonato Brasileiro de Futebol | N/A           |
| 2      | Lionel Messi        | FC Barcelona       | Arsenal         | UEFA Champions League            | N/A           |
| 3      | Wayne Rooney        | Manchester United  | Manchester City | Premier League                   | N/A           |
| N/A    | Benjamin De Ceulaer | Lokeren            | Club Brugge     | Belgiens 1. division A           | N/A           |
| N/A    | Giovani dos Santos  | Mexico             | USA             | CONCACAF Gold Cup 2011           | N/A           |
| N/A    | Julio Gómez         | Mexico U/17        | Tyskland U/17   | U/17 VM i 2011                   | N/A           |
| N/A    | Zlatan Ibrahimović  | AC Milan           | Lecce           | Serie A                          | N/A           |
| N/A    | Lisandro López      | Arsenal de Sarandí | Club Olimpo     | Primera División de Argentina    | N/A           |
| N/A    | Heather O'Reilly    | USA                | Colombia        | VM for kvinder 2011              | N/A           |
| N/A    | Dejan Stanković     | Inter Milan        | Schalke 04      | UEFA Champions League            | N/A           |
| Kilde: |                     |                    |                 |                                  |               |

### 2012
| Rank   | Spiller                | Hold                | Modstander       | Turnering                      | Stemmeprocent |
| ------ | ---------------------- | ------------------- | ---------------- | ------------------------------ | ------------- |
| 1      | Miroslav Stoch         | Fenerbahçe          | Gençlerbirliği   | Süper Lig                      | 78%           |
| 2      | Radamel Falcao         | Atlético Madrid     | América de Cali  | Venskabskamp                   | 15%           |
| 3      | Neymar                 | Santos              | Internacional    | Copa Libertadores              | 7%            |
| N/A    | Emmanuel Agyemang-Badu | Ghana               | Guinea           | Africa Cup of Nations 2012     | N/A           |
| N/A    | Hatem Ben Arfa         | Newcastle United    | Blackburn Rovers | FA Cup                         | N/A           |
| N/A    | Eric Hassli            | Vancouver Whitecaps | Toronto FC       | Canadian Championship          | N/A           |
| N/A    | Olivia Jiménez         | Mexico U/20         | Schweiz U/20     | U/20 VM for kvinder 2012       | N/A           |
| N/A    | Gastón Mealla          | Nacional Potosí     | The Strongest    | División de Fútbol Profesional | N/A           |
| N/A    | Lionel Messi           | Argentina           | Brasilien        | Venskabskamp                   | N/A           |
| N/A    | Moussa Sow             | Fenerbahçe          | Galatasaray      | Süper Lig                      | N/A           |
| Kilde: |                        |                     |                  |                                |               |

### 2013
| Rank   | Spiller             | Hold           | Modstander      | Turnering                      | Stemmeprocent |
| ------ | ------------------- | -------------- | --------------- | ------------------------------ | ------------- |
| 1      | Zlatan Ibrahimović  | Sverige        | England         | Venskabskamp                   | 48,7%         |
| 2      | Nemanja Matić       | Benfica        | FC Porto        | Primeira Liga                  | 30,8%         |
| 3      | Neymar              | Brasilien      | Japan           | Confederations Cup 2013        | 20,5%         |
| N/A    | Peter Ankersen      | Esbjerg        | Aarhus GF       | Superligaen                    | N/A           |
| N/A    | Louisa Cadamuro     | Olympique Lyon | Saint-Étienne   | Division 1 Féminine            | N/A           |
| N/A    | Lisa De Vanna       | Sky Blue FC    | Boston Breakers | National Women's Soccer League | N/A           |
| N/A    | Antonio Di Natale   | Udinese        | Chievo Verona   | Serie A                        | N/A           |
| N/A    | Panagiotis Kone     | Bologna        | Napoli          | Serie A                        | N/A           |
| N/A    | Daniel Ludueña      | Pachuca        | Tigres UANL     | Primera División de México     | N/A           |
| N/A    | Juan Manuel Olivera | Náutico        | Sport Recife    | Copa Sudamericana              | N/A           |
| Kilde: |                     |                |                 |                                |               |

### 2014
| Rank   | Spiller            | Hold                | Modstander        | Turnering                  | Stemmeprocent |
| ------ | ------------------ | ------------------- | ----------------- | -------------------------- | ------------- |
| 1      | James Rodríguez    | Colombia            | Uruguay           | VM i 2014                  | 42%           |
| 2      | Stephanie Roche    | Peamount United     | Wexford Youths    | Women's National League    | 33%           |
| 3      | Robin van Persie   | Holland             | Spanien           | VM i 2014                  | 11%           |
| N/A    | Tim Cahill         | Australien          | Holland           | VM i 2014                  | N/A           |
| N/A    | Diego Costa        | Atlético Madrid     | Getafe            | La Liga                    | N/A           |
| N/A    | Marco Fabián       | Cruz Azul           | Puebla            | Primera División de México | N/A           |
| N/A    | Zlatan Ibrahimović | Paris Saint-Germain | SC Bastia         | Ligue 1                    | N/A           |
| N/A    | Pajtim Kasami      | Fulham              | Crystal Palace    | Premier League             | N/A           |
| N/A    | Camilo Sanvezzo    | Vancouver Whitecaps | Portland Timbers  | Major League Soccer        | N/A           |
| N/A    | Hisato Satō        | Sanfrecce Hiroshima | Kawasaki Frontale | J1 League                  | N/A           |
| Kilde: |                    |                     |                   |                            |               |

### 2015
| Rank   | Spiller             | Hold           | Modstander          | Turnering                   | Stemmeprocent |
| ------ | ------------------- | -------------- | ------------------- | --------------------------- | ------------- |
| 1      | Wendell Lira        | Goianésia      | Atlético Goianiense | Campeonato Goiano           | 46,7%         |
| 2      | Lionel Messi        | FC Barcelona   | Athletic Club       | Copa del Rey                | 33,3%         |
| 3      | Alessandro Florenzi | AS Roma        | FC Barcelona        | UEFA Champions League       | 7,1%          |
| N/A    | David Ball          | Fleetwood Town | Preston North End   | EFL League One              | N/A           |
| N/A    | Chory Castro        | Real Sociedad  | Deportivo La Coruña | La Liga                     | N/A           |
| N/A    | Charli Lloyd        | USA            | Japan               | VM for kvinder 2015         | N/A           |
| N/A    | Philippe Mexès      | AC Milan       | Inter Milan         | International Champions Cup | N/A           |
| N/A    | Marcel Ndjeng       | SC Paderborn   | Bolton Wanderers    | Venskabskamp                | N/A           |
| N/A    | Esteban Ramírez     | Herediano      | Saprissa            | Liga FPD                    | N/A           |
| N/A    | Carlos Tévez        | Juventus       | Parma               | Serie A                     | N/A           |
| Kilde: |                     |                |                     |                             |               |

### 2016
| Rank   | Spiller            | Hold            | Modstander     | Turnering                                     | Stemmeprocent |
| ------ | ------------------ | --------------- | -------------- | --------------------------------------------- | ------------- |
| 1      | Mohd Faiz Subri    | Penang          | Sri Pahang     | Malaysia Super League                         | 59,46%        |
| 2      | Marlone            | Corinthians     | Cobresal       | Copa Libertadores                             | 22,86%        |
| 3      | Daniuska Rodríguez | Venezuela U/17  | Colombia U/17  | U/17 Sydamerika Mesterskabet for kvinder 2016 | 10,01%        |
| N/A    | Mario Gaspar       | Spanien         | England        | Venskabskamp                                  | N/A           |
| N/A    | Hlompho Kekana     | Sydafrika       | Cameroun       | Africa Cup of Nations kvalifikation 2017      | N/A           |
| N/A    | Lionel Messi       | Argentina       | USA            | Copa América Centenario                       | N/A           |
| N/A    | Neymar             | FC Barcelona    | Villarreal     | La Liga                                       | N/A           |
| N/A    | Saúl Ñíguez        | Atlético Madrid | Bayern München | UEFA Champions League                         | N/A           |
| N/A    | Hal Robson-Kanu    | Wales           | Belgien        | EM i 2016                                     | N/A           |
| N/A    | Simon Skrabb       | Åtvidabergs FF  | Gefle IF       | Allsvenskan                                   | N/A           |
| Kilde: |                    |                 |                |                                               |               |

### 2017
| Rank   | Spiller              | Hold                      | Modstander        | Turnering                      | Stemmeprocent |
| ------ | -------------------- | ------------------------- | ----------------- | ------------------------------ | ------------- |
| 1      | Olivier Giroud       | Arsenal                   | Crystal Palace    | Premier League                 | 36,17%        |
| 2      | Oscarine Masuluke    | Baroka                    | Orlando Pirates   | South African Premier Division | 27,48%        |
| 3      | Deyna Castellanos    | Venezuela U/17            | Cameroun U/17     | U/17 VM for kvinder 2016       | 20,47%        |
| N/A    | Kevin-Prince Boateng | Las Palmas                | Villarreal        | La Liga                        | N/A           |
| N/A    | Alejandro Camargo    | Universidad de Concepción | O'Higgins         | Primera División de Chile      | N/A           |
| N/A    | Moussa Dembélé       | Celtic                    | St Johnstone      | Scottish Premiership           | N/A           |
| N/A    | Avilés Hurtado       | Club Tijuana              | Atlas             | Primera División de México     | N/A           |
| N/A    | Mario Mandžukić      | Juventus                  | Real Madrid       | UEFA Champions League          | N/A           |
| N/A    | Nemanja Matić        | Chelsea                   | Tottenham         | FA Cup                         | N/A           |
| N/A    | Jordi Mboula         | FC Barcelona              | Borussia Dortmund | UEFA Youth League              | N/A           |
| Kilde: |                      |                           |                   |                                |               |

### 2018
| Rank   | Spiller                    | Hold           | Modstander      | Turnering                | Stemmeprocent |
| ------ | -------------------------- | -------------- | --------------- | ------------------------ | ------------- |
| 1      | Mohammed Salah             | Liverpool      | Everton         | Premier League           | 38%           |
| 2      | Cristiano Ronaldo          | Real Madrid    | Juventus        | UEFA Champions League    | 22%           |
| 3      | Giorgian De Arrascaeta     | Cruzeiro       | América Mineiro | Campeonato Mineiro       | 17%           |
| N/A    | Gareth Bale                | Real Madrid    | Liverpool       | UEFA Champions League    | N/A           |
| N/A    | Denis Tjerysjev            | Rusland        | Kroatien        | VM 2018                  | N/A           |
| N/A    | Lazaros Christodoulopoulos | AEK Athen      | Olympiakos      | Grækenlands Super League | N/A           |
| N/A    | Riley McGree               | Newcastle Jets | Melbourne City  | A-League                 | N/A           |
| N/A    | Lionel Messi               | Argentina      | Nigeria         | VM 2018                  | N/A           |
| N/A    | Benjamin Pavard            | Frankrig       | Argentina       | VM 2018                  | N/A           |
| N/A    | Ricardo Quaresma           | Portugal       | Iran            | VM 2018                  | N/A           |
| Kilde: |                            |                |                 |                          |               |

### 2019
Fra 2019 blev top 3 besluttet af eksperter og ikke af afstemning
| Rank   | Spiller                | Hold           | Modstander         | Turnering                      |
| ------ | ---------------------- | -------------- | ------------------ | ------------------------------ |
| 1      | Dániel Zsóri           | Debrecen       | Ferencváros        | Nemzeti Bajnokság I            |
| 2      | Lionel Messi           | FC Barcelona   | Real Betis         | La Liga                        |
| 3      | Juan Fernando Quintero | River Plate    | Racing Club        | Primera División de Argentina  |
| N/A    | Zlatan Ibrahimović     | LA Galaxy      | Toronto FC         | Major League Soccer            |
| N/A    | Ajara Nchout           | Cameroun       | New Zealand        | VM for kvinder 2019            |
| N/A    | Fabio Quagliarella     | Sampdoria      | Napoli             | Serie A                        |
| N/A    | Amy Rodriguez          | Utah Royals    | Sky Blue FC        | National Women's Soccer League |
| N/A    | Billie Simpson         | Cliftonville   | Sion Swifts Ladies | Women's Premiership            |
| N/A    | Andros Townsend        | Crystal Palace | Manchester City    | Premier League                 |
| Kilde: |                        |                |                    |                                |

### 2020
| Rank   | Spiller                | Hold              | Modstander           | Turnering                                   |
| ------ | ---------------------- | ----------------- | -------------------- | ------------------------------------------- |
| 1      | Son Heung-min          | Tottenham         | Burnley              | Premier League                              |
| 2      | Giorgian De Arrascaeta | Flamengo          | Ceará                | Campeonato Brasileiro de Futebol            |
| 3      | Luis Suárez            | FC Barcelona      | RCD Mallorca         | La Liga                                     |
| N/A    | Shirley Cruz           | Costa Rica        | Panama               | CONCACAF OL-kvalifikation 2020 for kvinder. |
| N/A    | Jordan Flores          | Dundalk           | Shamrock Rovers      | League of Ireland Premier Division          |
| N/A    | André-Pierre Gignac    | Tigres UANL       | Pumas UNAM           | Primera División de México                  |
| N/A    | Sophie Ingle           | Chelsea           | Arsenal              | FA Women's Super League                     |
| N/A    | Zlatko Junuzović       | Red Bull Salzburg | Rapid Wien           | Bundesliga                                  |
| N/A    | Hlompho Kekana         | Mamelodi Sundowns | Cape Town City       | Premier Soccer League                       |
| N/A    | Leonel Quiñónez        | Macará            | Universidad Católica | Liga Pro Ecuador Serie A                    |
| N/A    | Caroline Weir          | Manchester City   | Manchester United    | FA Women's Super League                     |
| Kilde: |                        |                   |                      |                                             |

### 2021
| Rank   | Spiller            | Hold                     | Modstander                   | Turnering                           |
| ------ | ------------------ | ------------------------ | ---------------------------- | ----------------------------------- |
| 1      | Erik Lamela        | Tottenham                | Arsenal                      | Premier League                      |
| 2      | Mehdi Taremi       | FC Porto                 | Chelsea                      | UEFA Champions League               |
| 3      | Patrik Schick      | Tjekkiet                 | Skotland                     | EM 2020                             |
| N/A    | Luis Díaz          | Colombia                 | Brasilien                    | Copa América 2021                   |
| N/A    | Gauthier Hein      | AJ Auxerre               | Chamois Niortais             | Ligue 2                             |
| N/A    | Valentino Lazaro   | Borussia Mönchengladbach | Bayer Leverkusen             | Bundesliga                          |
| N/A    | Riyad Mahrez       | Algeriet                 | Zimbabwe                     | Africa Cup of Nations kvalifikation |
| N/A    | Sandra Owusu-Ansah | Supreme Ladies           | Kumasi Sports Academy Ladies | Ghana Women's Premier League        |
| N/A    | Vangelis Pavlidis  | Willem II                | Fortuna Sittard              | Eredivisie                          |
| N/A    | Daniela Sánchez    | Querétaro                | Atlético San Luis            | Liga MX Femenil                     |
| N/A    | Caroline Weir      | Manchester City          | Manchester United            | FA Women's Super League             |
| Kilde: |                    |                          |                              |                                     |

### 2022
| Rank   | Spiller                    | Hold                   | Modstander      | Turnering                     |
| ------ | -------------------------- | ---------------------- | --------------- | ----------------------------- |
| 1      | Marcin Oleksy              | Warta Poznań           | Stal Rzeszów    | PZU Amp Futbol Ekstraklasa    |
| 2      | Dimitri Payet              | Olympique de Marseille | PAOK            | UEFA Europa Conference League |
| 3      | Richarlison                | Brasilien              | Serbien         | VM 2022                       |
| N/A    | Mario Balotelli            | Adana Demirspor        | Göztepe         | Süper Lig                     |
| N/A    | Francisco González Metilli | Central Córdoba        | Rosario Central | Primera División de Argentina |
| N/A    | Amandine Henry             | Olympique Lyon         | Barcelona       | UEFA Women's Champions League |
| N/A    | Théo Hernandez             | AC Milan               | Atalanta        | Serie A                       |
| N/A    | Alou Kuol                  | Australien U/23        | Iraq U/23       | AFC U-23 Asian Cup            |
| N/A    | Kylian Mbappé              | Frankrig               | Argentina       | VM 2022                       |
| N/A    | Salma Paralluelo           | Villarreal             | Barcelona       | Primera División              |
| N/A    | Alessia Russo              | England                | Sverige         | EM 2022                       |
| Kilde: |                            |                        |                 |                               |